# Stenaspis solitaria
Stenaspis solitaria là một loài bọ cánh cứng trong họ Cerambycidae.